# Hochleistungsdiodenlaser
Hochleistungs-Diodenlaser (HLDL) bestehen aus einer Vielzahl einzelner Diodenlaser, welche durch verschiedene Methoden zu einem einzigen Strahl hoher Leistung (inzwischen über 60 Kilowatt) zusammengefasst werden. Hochleistungsdiodenlaser werden zur Materialbearbeitung (Schweißen, Umschmelzen, Härten) oder zum Pumpen anderer Laser – z. B. Scheibenlaser oder Faserlaser – verwendet.

## Aufbau
Zunächst werden die einzelnen Strahlen einer Multiemitterlaserdiode (Barren, engl. bar) mit asphärischen Zylinderlinsen in ihrer fast axis (stark divergierende Abstrahlebene) kollimiert. Alternativ verwendet man auch leistungsfähige Einzeldioden mit bis zu 10 W Leistung. Anschließend werden mehrere dieser Strahlen geometrisch abwechselnd ineinander gespiegelt. Man stapelt dazu die Barren übereinander zu stacks und positioniert entsprechende mikrooptische Bauteile davor. Anschließend kann man mehrere dieser Strahlen addieren, indem man deren lineare Polarisationen und deren unterschiedliche Wellenlängen kombiniert. Das geschieht mit polarisations- und wellenlängenselektiven Spiegeln. Auf diese Weise kann man beispielsweise 6 Stacks mit je 500 W zu einem Strahl von 3 kW kombinieren (3 verschiedene Wellenlängen, je Wellenlänge 2 Stacks, die 90° zueinander orientiert sind).